# Satz von Lerch
Der Eindeutigkeitssatz von Lerch (nach Matyáš Lerch) besitzt im Rahmen der Funktionalanalysis bei der Laplace-Transformation eine Bedeutung.

## Aussage
Der Eindeutigkeitssatz von Lerch besagt: Wenn von {\displaystyle f\,} und {\displaystyle g\,} die Laplace-Transformierten existieren, und wenn
{\displaystyle {\mathcal {L}}\{f(t)\}(s)={\mathcal {L}}\{g(t)\}(s)}
für alle {\displaystyle s\,} mit hinreichend großem Realteil gilt, dann ist
{\displaystyle f(t)=g(t)\,}
in allen Punkten {\displaystyle t\,}, in denen beide Funktionen stetig sind.